# Spathularia
Spatulaire
Pour les articles homonymes, voir Spatulaire.
Genre
Synonymes
- Mitruliopsis Peck[1]
- Spathulariopsis Maas Geest.[1]
- Spathulea Fr.[1]

La Spatulaire est un genre (Spathularia) de champignons ascomycètes de la famille des Cudoniaceae.

## Liste d'espèces
Selon Index Fungorum (19 mai 2020) :
- Spathularia alpestris (Rehm) Rahm 1966
- Spathularia badipes (Pat.) Gillet 1886
- Spathularia bifurcata Y. Otani 1982
- Spathularia crispa Corda 1838
- Spathularia crispata
- Spathularia flavida Pers. 1794 - le Spatulaire jaune
- Spathularia heterospora E.K. Cash & Corner 1958
- Spathularia linguata A.E. Johnson 1878
- Spathularia minima Maire 1901
- Spathularia neesii Bres. 1884
- Spathularia nigripes (Quél.) Sacc. 1889
- Spathularia pectinata Rahm 1966
- Spathularia pilatii Velen. 1939
- Spathularia rufa Nees 1816
- Spathularia rufa Sw. 1812
- Spathularia rugosa Peck 1898